# Sossêgo
Sossêgo este un oraș în Paraíba (PB), Brazilia.